# جامعة سانت أندروز
جامعة سانت أندروز (بالإنجليزية: University of St Andrews)‏ هي أقدم جامعة في اسكتلندا، وإحدى الجامعات البريطانية العتيقة، وثالث أقدم جامعة في الدول المتحدثة بالإنجليزية، حيث تأسست بين عامي 1410 و1413. وتقع الجامعة في مدينة سانت أندروز على الشاطئ الشرقي لاسكتلندا.

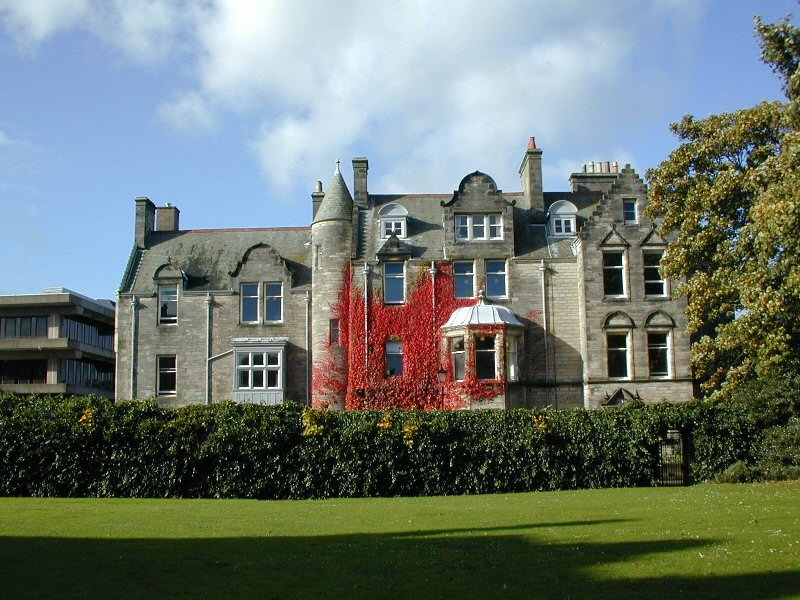
أحد المباني القديمة في الجامعة

وتعد الجامعة من بين أفضل الجامعات في المملكة المتحدة؛ حيث حلت في الترتيب الثالث حسب تصنيف الجارديان للجامعات في العام 2009, وهي أحد الأعضاء في مجموعة 1994, وهي شبكة من الجامعات الصغيرة نسبياً والمهتمة بالبحث العلمي في بريطانيا.

## تقاليد الجامعة
من التقاليد المتميزة التي تعرف بها جامعة سانت أندروز هي الثوب الجامعي الذي يرتديه الطلبة، وخاصة الرداء الأحمر الذي يرتديه الطلبة في مرحلة البكالوريوس في العديد من المناسبات التي تعقد في الجامعة، كتعيين رئيس جديد للجامعة، أو في حفلات الغداء الرسمية في الجامعة، أو في بداية العام عند استقبال الطلبة المستجدين. أما الطلبة في كلية الإلهيات فيرتدون ثوباً أسوداً.

## معرض صور

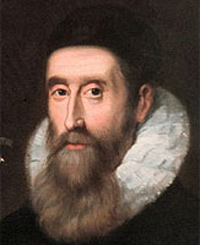
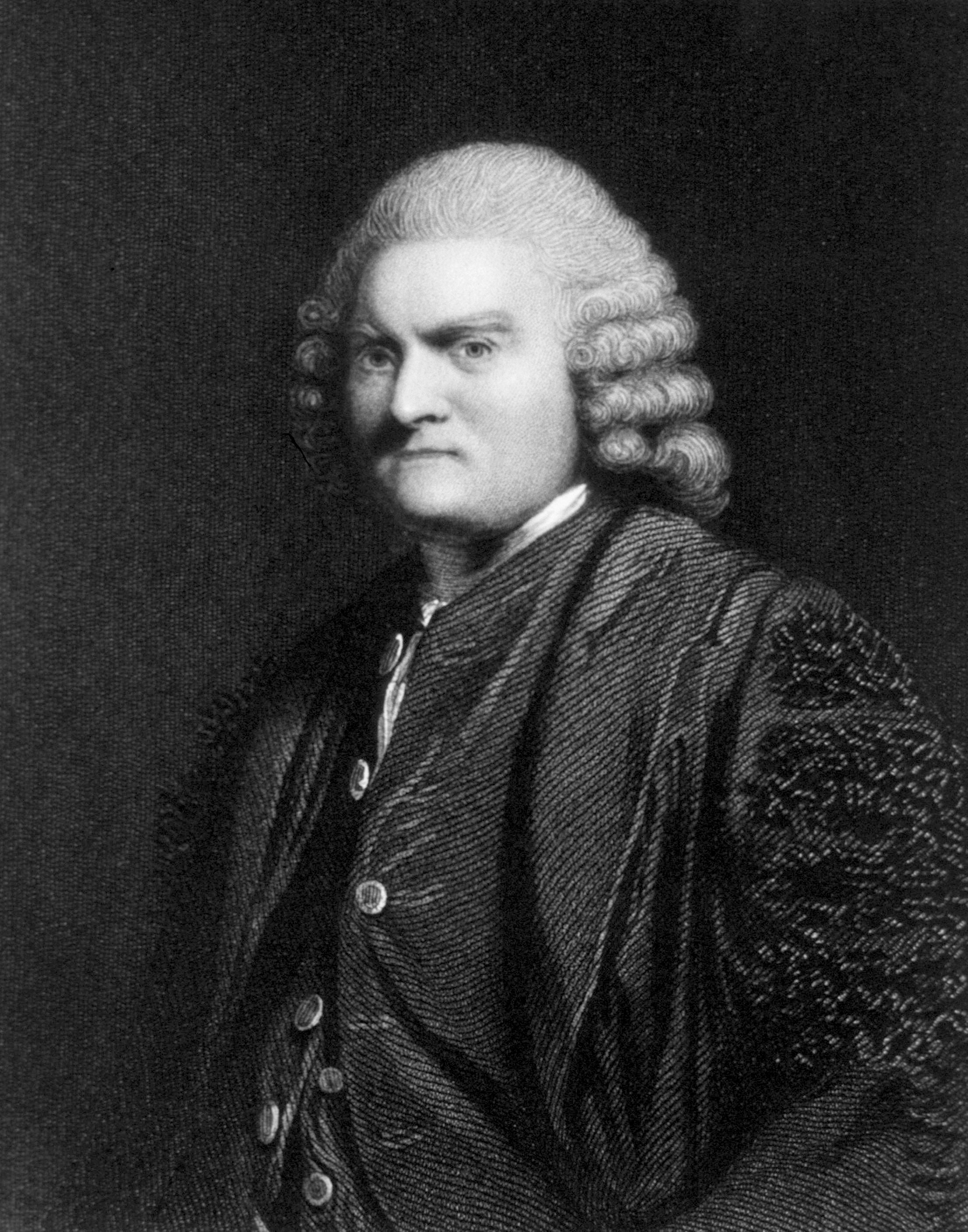
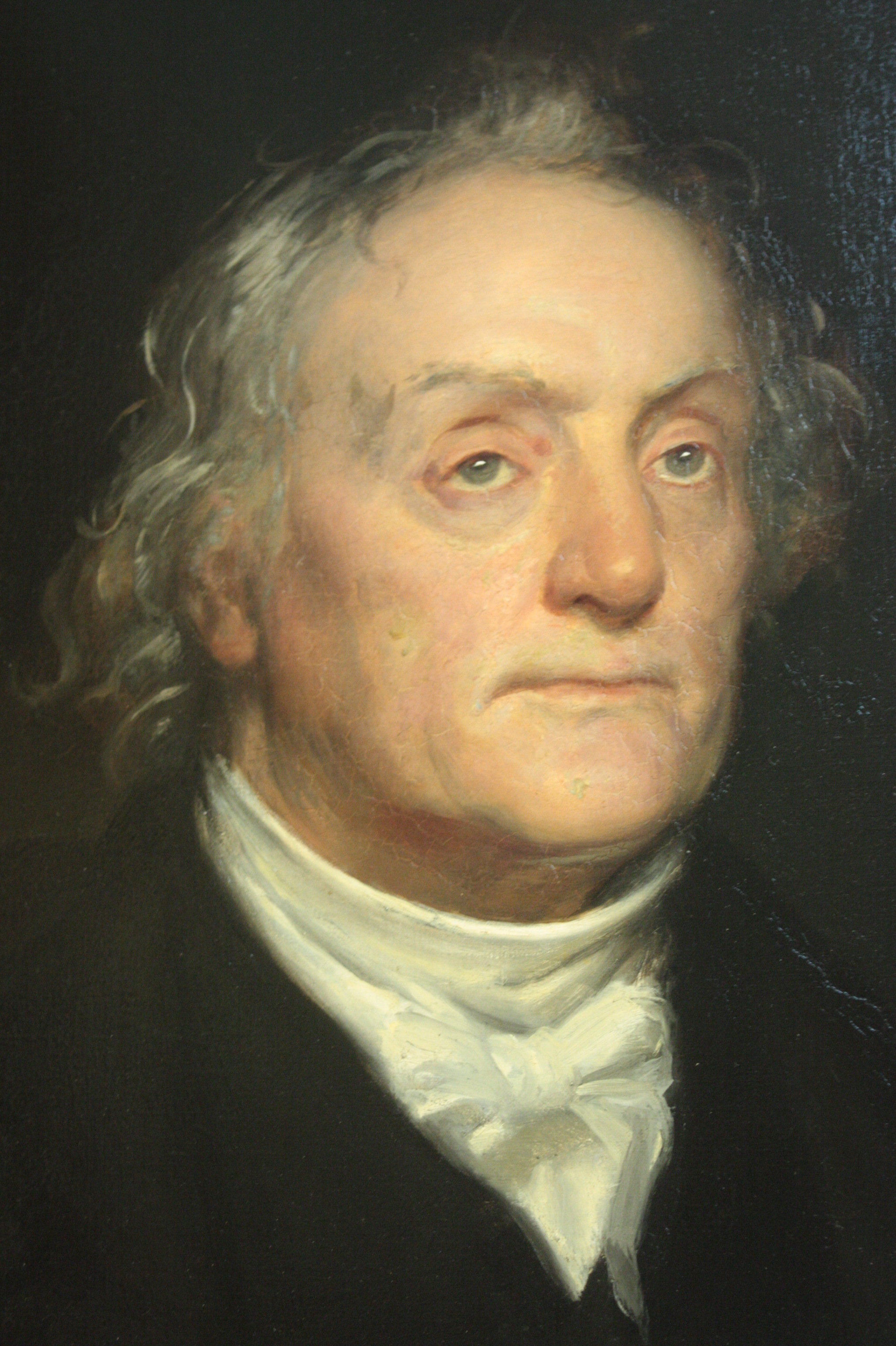
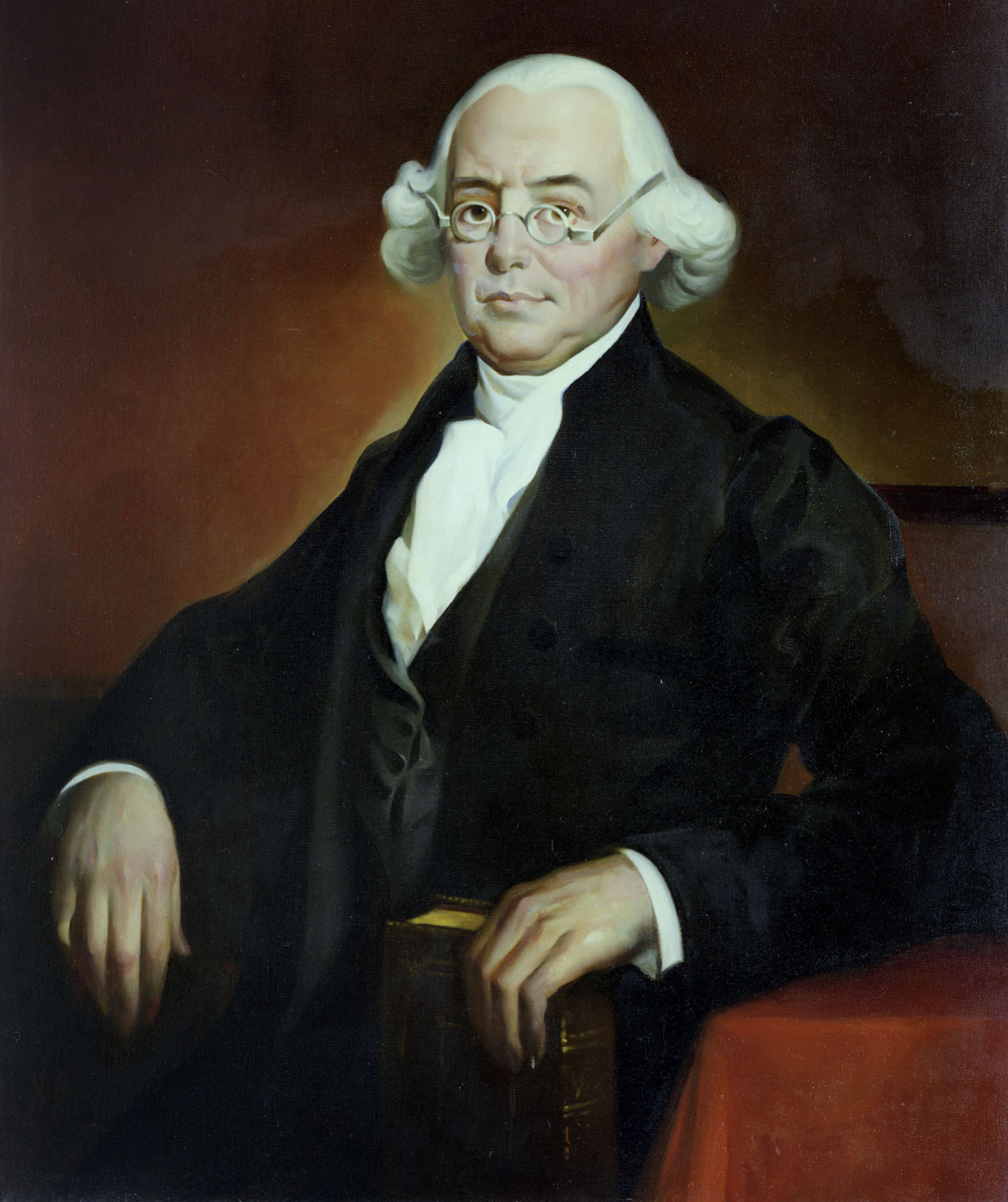
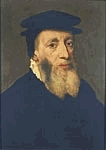
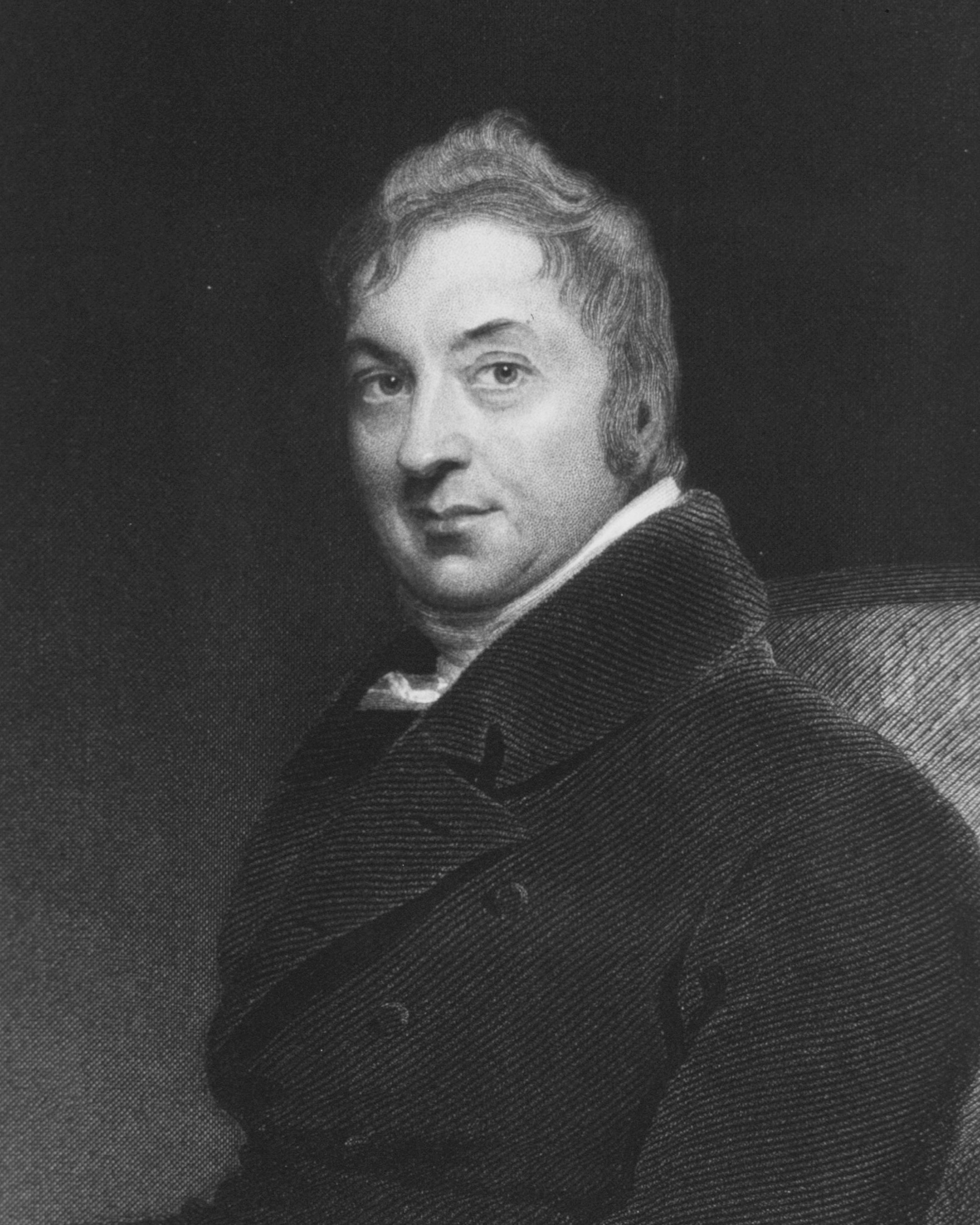

## خريجون بارزون
- ويليام دوق كامبريدج
- كاثرين دوقة كامبريدج
- اليكس ساموند
- جيمس بلاك
- جون نابير
- السير دوغلاس بلاك

## وصلات خارجية
- الموقع الرسمي للجامعة